# Hara filamentosa
Hara filamentosa es una especie de peces de la familia Erethistidae en el orden de los Siluriformes.

## Morfología
• Los machos pueden llegar alcanzar los 2,2 cm de longitud total.

## Hábitat
Es un pez de agua dulce y de clima tropical (22 °C-24 °C).

## Distribución geográfica
Se encuentran en Asia: río Mae Nam Moei (afluente del río Salween, frontera entre Tailandia y Birmania).